# 锗酸铋
锗酸铋（Bismuth Germanate 或 Bismuth Germanium Oxide，简称BGO）是Bi
2O
3-GeO
2系化合物的总称，最常见的两种锗酸铋化合物的化学式为Bi
4Ge
3O
12（CAS：12233-56-6）和Bi
12GeO
20（CAS：12233-73-7）。由于应用最为广泛、研究最为深入，“锗酸铋”或“BGO”通常被用来特指Bi
4Ge
3O
12（本条目亦遵从此习惯），这是一种立方晶系的无色透明晶体，在高能粒子或高能射线（γ射线、X射线）的作用下能发出峰值波长为480 nm的绿色荧光，利用其闪烁性能可探测高能粒子和高能射线。

## 性质
锗酸铋晶体主要性质如下表所示（其中部分性能可能与制备工艺有关）：
| 密度（g/cm³）                       | 7.13         | 相对介电常数（1KC, 25℃）    | 16                            |
| 结构（空间群）                      | Td6-I43d     | 晶胞常数（Å）               | 10.52                         |
| 莫氏硬度                            | ~5（软玻璃） | 维氏硬度（kg/mm）           | 630                           |
| 有效原子序数                        | 74           | 熔点（℃）                   | 1050                          |
| 潮解性                              | 无           | 抗辐照能力                  | 良（自恢复）                  |
| 结晶潜热（kcal/mol）                | 44.6         | 电光系数（K41，cm/V）       | 1.03×10-10                    |
| 声速（100MHz，m/s）                 | 3908         | 溶解度                      | 不溶于水和有机溶剂，可溶于HCl |
| 热膨胀系数（℃/cm/cm）               | 7.15×10-6    | 临界能量（MeV）             | 10.5                          |
| 辐射长度（cm）                      | 1.12         | 强子吸收长度（cm）          | 23                            |
| 莫里哀半径（cm）                    | 2.24         | 相对中子截面（以NaI为100%） | 25%                           |
| 折射率（486.1 nm）                  | 2.149        | 折射率（632.8 nm）          | 2.098                         |
| 相对发光效率（以NaI(Tl)晶体为100%） | 10% ~ 16%    | 3ms余辉（%）                | 0.005                         |
| 透光区（μm）                        | 0.33 ~ 5.5   | 激发光谱（nm）              | 305                           |
| 荧光光谱（nm）                      | 480 ~ 510    | 荧光谱峰位（nm）            | 480                           |
| 荧光上升时间（ns）                  | 50           | 荧光退光时间（ns）          | 350                           |
| 光子数量（MeV，20℃）                | 5000 ~ 10000 | 能量分辨率（662keV）        | 9.3%                          |

锗酸铋是一种没有激活剂的纯无机闪烁体，其发光机制与Bi3+
离子的跃迁有关，发射谱与吸收谱有少量重叠，存在一定的自吸收；锗酸铋晶体有效原子序数高、密度大，因此对γ射线探测效率较高；发光效率较低（相对于NaI(Tl)晶体），且折射率较高不利于光子收集。总体而言，锗酸铋晶体在辐射探测领域适用于对γ射线探测效率要求高而对能量分辨率要求比较宽松的场合。

## 发展与应用
锗酸铋是一种人工合成的晶体，1957年Durif首先通过固相反应合成锗酸铋多晶；1965年Nitsche首次生长出锗酸铋单晶；1969年Johnson和Ballman首次制备得到掺钕的锗酸铋激光晶体并报道其相干发射；1973年Weber等人首次报道了锗酸铋晶体的闪烁特性。20世纪七八十年代，Cho、Farukhi等人将锗酸铋晶体应用于CT和PET。1981年欧洲核子研究中心丁肇中教授领导的国际合作实验组LEP-3提出需要12000根大尺寸锗酸铋单晶建造电磁量能器，此需求极大地推动了锗酸铋晶体的工业化、规模化、大型化研发和生产。目前，锗酸铋晶体已经占据PET市场50%以上份额，高能物理及空间物理实验、核反应堆运行监测等领域也都大规模地使用锗酸铋晶体制作闪烁体探测器。

## 制备
锗酸铋晶体最早采用提拉法生长，而后又发展出热交换法和坩埚下降法。目前主流的锗酸铋单晶生长方法是提拉法和坩埚下降法：
提拉法的主要优点在于生长过程易于观察，便于控制温度梯度。能显著减小晶体应力，防止坩埚壁的寄生成核；还可以方便地使用定向籽晶和“缩颈”工艺，降低位错密度。通常，采用较大的转速、较小的提拉速度和较小的温度梯度有利于生长优质锗酸铋晶体。
与提拉法相比 , 坩埚下降法具有如下特点：
- 晶体的形状和尺寸随坩埚而定，适合生长大尺寸或异型晶体；
- 由于采用全封闭坩埚进行生长，可防止熔体中各组分的挥发，同时还可避免有害物质对周围环境的影响;
- 由于一炉可同时生长几根或几十根不同规格尺寸的晶体，因此适合于规模化晶体生长;
- 操作工艺比较简单，易于实现程序化和自动化;
- 下降法生长的晶体均匀性比提拉法生长的好

利用坩埚下降法生长晶体过程中温度梯度和坩埚的下降速度是最重要的两个参数，保持适当的温度梯度和下降速度使固液界面平坦有利于生长高质量锗酸铋晶体。